# Onagadori

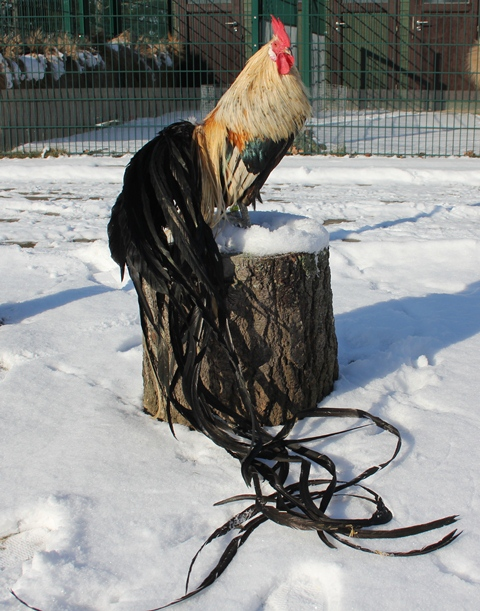
Onagadori Blanco - Dorado

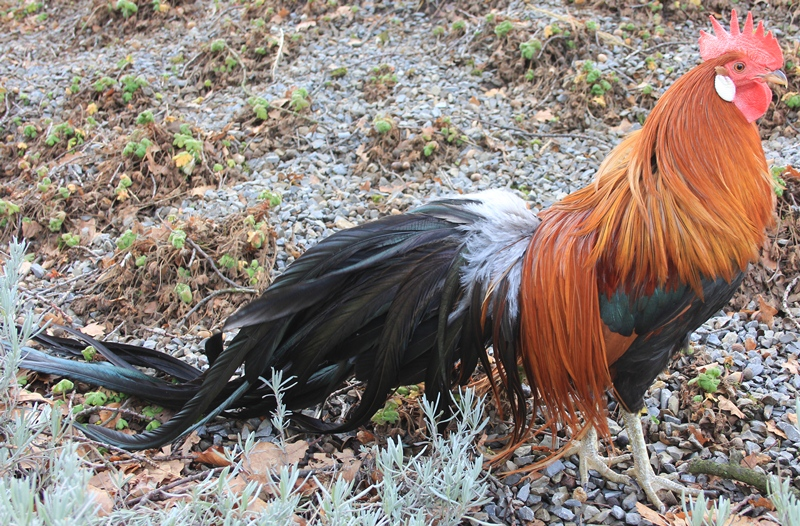
Gallo rojo - Pecho Negro

El Onagadori (en japonés: 尾長鶏 "pollo cola-larga") es una raza histórica de gallo japonés, caracterizado por un cola excepcionalmente larga. Ha sido criado desde el siglo XVII en la prefectura de Kōchi, en la isla de Shikoku al sur de Japón, y fue designado Tesoro Natural Nacional japonés en 1952. Es uno de los antepasados de la raza de Fénix alemana.

## Historia
El Onagadori Ha sido criado desde el siglo XVII en la provincia de Tosa, ahora prefectura de Kōchi, en isla Shikoku en la parte sur - oriental del país. Solo es criado en aquella área,: 329  principalmente en Nankoku.: 989 
El Onagadori fue designado un Tesoro Natural Especial en 1952.: 989  De las diecisiete razas de pollos que se consideran tesoros nacionales japoneses, es el único que posee el "estatus especial".: 11 : 91 
En 2007 el estado de conservación de la raza, informado por la FAO, era "en peligro".: 152  En Japón, aproximadamente doscientas cincuenta de estas aves son mantenidas por tan solo una docena de criadores.: 989 

## Características
La característica principal del Onagadori es su cola excepcionalmente larga, la cual supera los 1,5 m, y se sabe que ha llegado a alcanzar los 12 m. La cola consta aproximadamente de dieciséis a dieciocho plumas, las que bajo las condiciones correctas nunca mudan, y crecen rápidamente, obteniendo cerca de 0,7 a 1,3 m por año.: 329 : 989 
Se reconocen tres variedades de color: blanco - pecho negro, rojo - pecho negro, y blanco. El estudio genético sugiere que el blanco - pecho negro era el tipo original, y que los otros se estuvieron por cruces con aves de otras razas.: 991 
La cresta es sencilla, los ojos son rojizos marrones, y los lóbulos de la oreja son blancos.

## Uso
El Onagadori se mantiene únicamente para propósitos ornamentales. El criador japonés a través de los siglos se ha preocupado en la creación y perpetuación de la raza, y proporcionar ambientes especiales con pértigas bien por encima de la tierra, donde las colas permanecen limpias y en buen estado.